# San Girolamo dei Croati (titre cardinalice)
Le titre cardinalice de San Girolamo dei Croati (Saint-Jérôme des Croates), connu aussi sous le nom de San Girolamo degli Schiavoni est érigé par le pape Pie V le 8 février 1566. Felice Peretti Montalto, futur pape Sixte V, en devient le titulaire en 1570 et le reste jusqu'à son élection en 1585. Dès 1588 il ordonne la démolition de la vieille église à laquelle était attachée le titre et lance la construction d'une nouvelle église. Celle-ci sera consacrée dès l'automne 1589. C'est la seule église dont la construction a débuté et s'est terminée à Rome sous le pontificat de Sixte V qui, lui-même d'ascendance croate, la confia aux Croates par bulle pontificale. Il établit aussi qu'un chapitre de onze prélats d'origine croate et sachant s'exprimer dans cette langue, devait être formé.

## Titulaires
- Prospero Santa Croce (1566-1570)
- Felice Peretti Montalto, O.F.M.Conv., élu pape Sixte V (1570-1585)
- Alessandro Damasceni Peretti diaconie pro illa vice (1585-1587)
- Pedro de Deza (1587-1597)
- Simeone Tagliavia d'Aragonia (1597-1600)
- Bonifazio Bevilacqua Aldobrandini (1601-1611)
- Felice Centini, O.F.M.Conv. (1612-1613)
- Matteo Priuli (1616-1621)
- Giovanni Delfino (1621-1622)
- Péter Pázmány, S.J. (1632-1637)
- Francesco Peretti di Montalto (1642-1653)
- Girolamo Buonvisi (1657-1677)
- Giovanni Battista De Luca (1681-1683)
- Leopold Karl von Kollonitsch (1689-1707)
- Cornelio Bentivoglio (1720-1727)
- Leandro Porzia, O.S.B. (1728)
- Sinibaldo Doria (1731-1733)
- Giacomo Oddi (1745-1756)
- Pietro Paolo De Conti (1759-1763)
- Franziskus von Paula Herzan von Harras (1780-1782)
- Francesco Carrara (1785-1791)
- Cesare Brancadoro (1801-1820)
- Gabriel della Genga Sermattei (1836-1861)
- Antonio Maria Panebianco, O.F.M.Conv. (1861)
- Giuseppe Andrea Bizzarri (1863-1875)
- Luigi Serafini (1877-1888)
- Serafino Vannutelli (1889-1893)
- Lörinc Schlauch (1894-1902)
- Andrea Aiuti (1903-1905)
- František Saleský Bauer (1911-1915)
- Raffaele Scapinelli di Leguigno (1916-1933)
- Santiago Luis Copello (1935-1959)
- Gustavo Testa (1959-1969)
- Paolo Bertoli (1973-1979)
- Franjo Kuharić (1983-2002)
- Josip Bozanić (2003-)